# Won-pyung Sohn
En aquest nom coreà, el cognom és Sohn.
Won-pyung Sohn (coreà: 손원평)  (Seül, 21 d'abril de 1979) és una novel·lista i cineasta sud-coreana destacada pel seu llibre debut Ametlla.

## Vida primerenca
Va néixer a Seül el 1979 com a segona filla de Sohn Hak-kyu, un polític coreà. A la Universitat Sogang es va especialitzar en sociologia i en filosofia. Sohn creu que l'habilitat d'estructurar el pensament que va adquirir a partir de l'aprenentatge de la sociologia i el concepte d'individualitat que va interioritzar com a estudiant de filosofia van afavorir enormement la seva carrera. En particular, ha participat tant en la realització de pel·lícules com en l'escriptura de novel·les. Com que troba únics tots dos gèneres artístics i se sent atreta pels processos creatius tant col·laboratius com personals, no preveu que romandrà activa en tots dos camps.

## Carrera

### Cinema
Malgrat que Sohn havia somiat a esdevenir novel·lista professional des de la primària, el seu debut a la indústria cinematogràfica va precedir el literari. El 2001, va guanyar un premi de crítica cinematogràfica de la revista de cinema Cine21. Més tard, va ingressar a l'Acadèmia Coreana d'Arts Cinematogràfiques i es va especialitzar en direcció de cinema. Ja graduada, va dirigir diversos curtmetratges, d'entre els quals Inganjeogeuro jeongi an ganeun ingan (2005), gràcies al qual va rebre diversos premis i elogis eloqüents de la crítica. A més, va guanyar un premi a la millor sinopsi d'escenari al Concurs d'escriptura creativa de SF 2006 per Sunganeul mideoyo.

### Literatura
Durant els anys d'universitat, es va presentar a una gran quantitat de premis literaris sota més de 30 pseudònims, però no va reeixir en cap. El 2013, després de donar a llum un nadó, va començar a escriure esporàdicament, quan li sobrava una mica de temps. Sohn recorda que durant aquest període va dedicar-se a aquesta disciplina molt més del que s'esperava. Va ser en aquest període de la seva vida quan va tenir el seu debut literari tardà en guanyar el Premi Changbi de narrativa per a joves del 2016 per Ametlla. Els drets de traducció d'Ametlla es van vendre per a 13 idiomes de 12 països d'arreu del món, un cas extremadament rar per a l'obra d'un escriptor novell. Fins ara ha estat traduït a 20 llengües i adaptat com a obra teatral i musical. La versió en català va ser publicada el març del 2020 per Fanbooks amb traducció d'Anna Puente Llucià.
El 2017, va guanyar un Premi Literari de la Pau de Jeju 4.3 per Seoreunui bangyeok. Atès que la notícia del primer premi l'havia commocionada totalment, la del segon no va impactar gaire a Sohn.
En la seva faceta d'autora, espera crear múltiples obres en el futur. En particular, té prevista una novel·la èpica que descrigui la història de quatre generacions de filles.

## Estil literari
Les novel·les i els escenaris de Sohn apunten generalment a qüestions socials en forma de crítica. Aquesta característica de la seva obra està lligada amb el seu modus operandi: determina primer un tema i a continuació crea personatges que s'hi adeqüin. La seva obra explora el significat de l'existència, la introspecció i el creixement personal, i es caracteritza per l'ús de personatges únics i un desenvolupament veloç de la trama.

## Obra literària selecta
- Ametlla (2017)
- Seoreunui bangyeok (2017)
- Saworui nun (2018)